# Palicourea guianensis
Palicourea guianensis är en måreväxtart som beskrevs av Jean Baptiste Christophe Fusée Aublet. Palicourea guianensis ingår i släktet Palicourea och familjen måreväxter. Inga underarter finns listade i Catalogue of Life.